# Gran Ducado de Baden
El Gran Ducado de Baden (en alemán: Großherzogtum Baden) fue un Estado histórico en el suroeste de Alemania, a orillas del Rin. Existió entre 1806 y 1918 y su capital fue Karlsruhe.
Los señores de Baden se beneficiaron del desmembramiento de Suabia y fueron elevados a la dignidad de margrave en 1112, con lo cual asumieron su lugar como una de las cuatro dinastías más importantes del sur de Alemania, conjuntamente con los Habsburgo, los Wittelsbach y los Wurtemberg. Baden fue fragmentado entre 1190-1503, 1515-1620 y 1622-1771, si bien en las épocas de 1415-1503, 1604-20 y 1666-1771 solo hubo dos ramas activas.
Tras 1771, la única rama sobreviviente retuvo la autoridad completa, y a cambio de hacerle concesiones a Napoleón Bonaparte, fue elevado a la dignidad de Electorado en 1803, y posteriormente a gran ducado en 1806. Baden como Estado unificado fue reconocido como miembro soberano de la Confederación Germánica por el Congreso de Viena en 1814-1815.
Federico I (1852-1907), quien se acercó a Prusia, ayudó a la formación del Imperio alemán. El último gran duque de Baden, Federico II, abdicó en 1918. En 1919, Baden cesó de ser un Gran Ducado y se convirtió en la República de Baden como parte de la República de Weimar.

## Historia

### La Revolución francesa y Napoleón

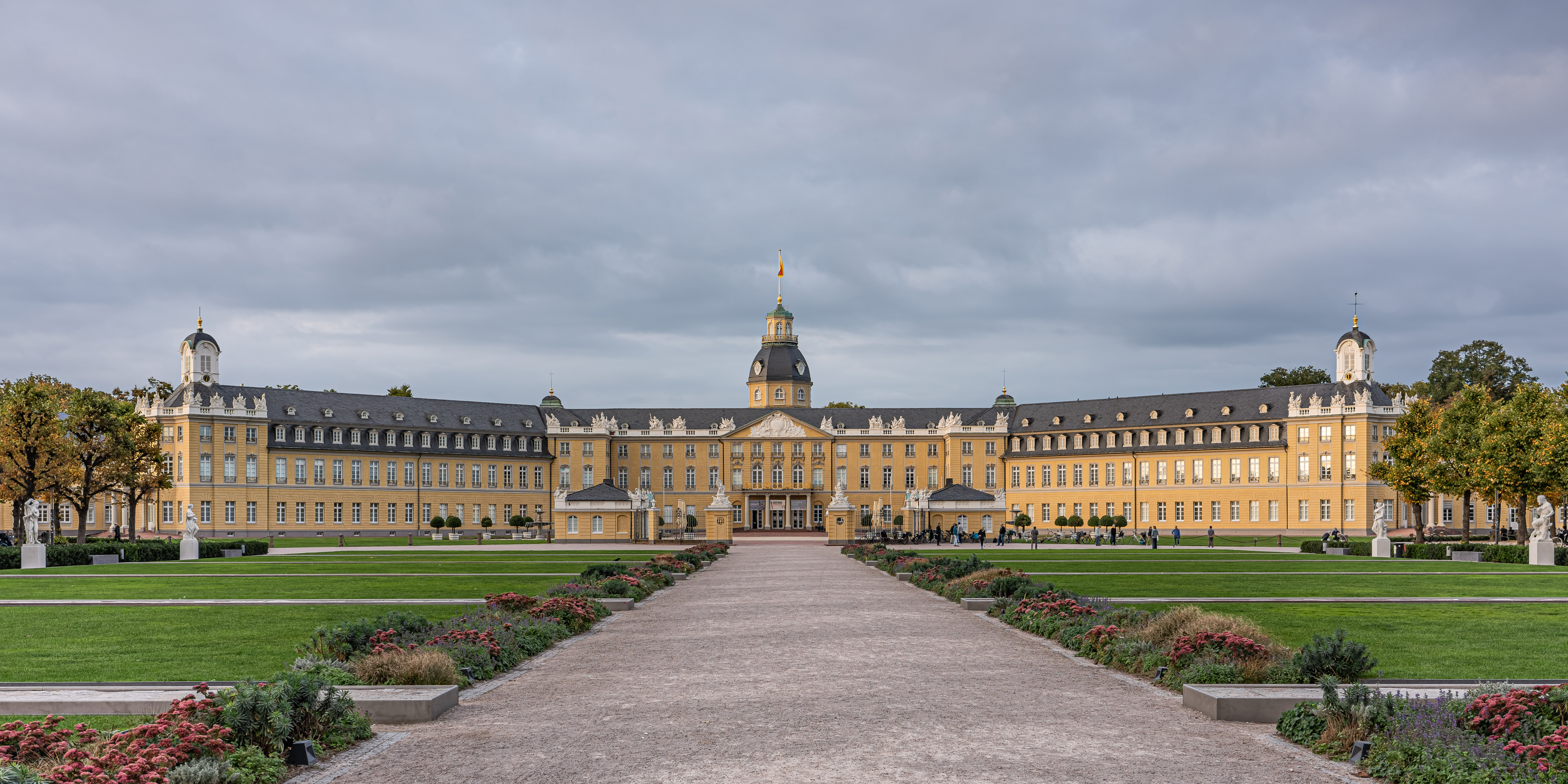
Palacio de Karlsruhe, residencia desde 1718 de los Margraves de Baden-Durlach, desde 1806 del Gran Ducado de Baden.

Cuando la Revolución Francesa amenazó con desbordar en el resto de Europa en 1792, Baden unió fuerzas contra Francia, y su territorio fue devastado una vez más. En 1796, el margrave Carlos Federico de Baden fue obligado a pagar una indemnización y ceder sus territorios de la margen izquierda del Rin a Francia. La fortuna, sin embargo, pronto volvió a caer de su lado. En 1803, en gran medida por los buenos oficios de Alejandro I, emperador de Rusia, recibió el Obispado de Constanza, parte del Palatinado Renano, y otros distritos más pequeños, junto con la dignidad de príncipe-elector. Cambiando de bando en 1805, luchó para Napoleón, con el resultado, por la paz de Presburgo de ese año, que obtuvo Brisgovia y otros territorios a expensas de los Habsburgo. En 1806, se unió a la Confederación del Rin, se declaró a sí mismo príncipe soberano, pasó a ser gran duque, y recibió territorios adicionales.
El contingente de Baden continuó asistiendo a Francia, y por la Paz de Viena en 1809, el gran duque fue reconocido con cesiones de territorio a expensas del Reino de Wurtemberg. Habiendo cuadruplicado la superficie de Baden, Carlos Federico murió en junio de 1811, siendo sucedido por su nieto, Carlos de Baden, quien estaba casado con Estefanía de Beauharnais (1789-1860), una prima del primer marido de la emperatriz Josefina, quien había sido adoptada por Napoleón I.
Carlos luchó para su suegro hasta la Batalla de Leipzig en 1813, cuando se unió a los Aliados

### Baden en la Confederación Germánica

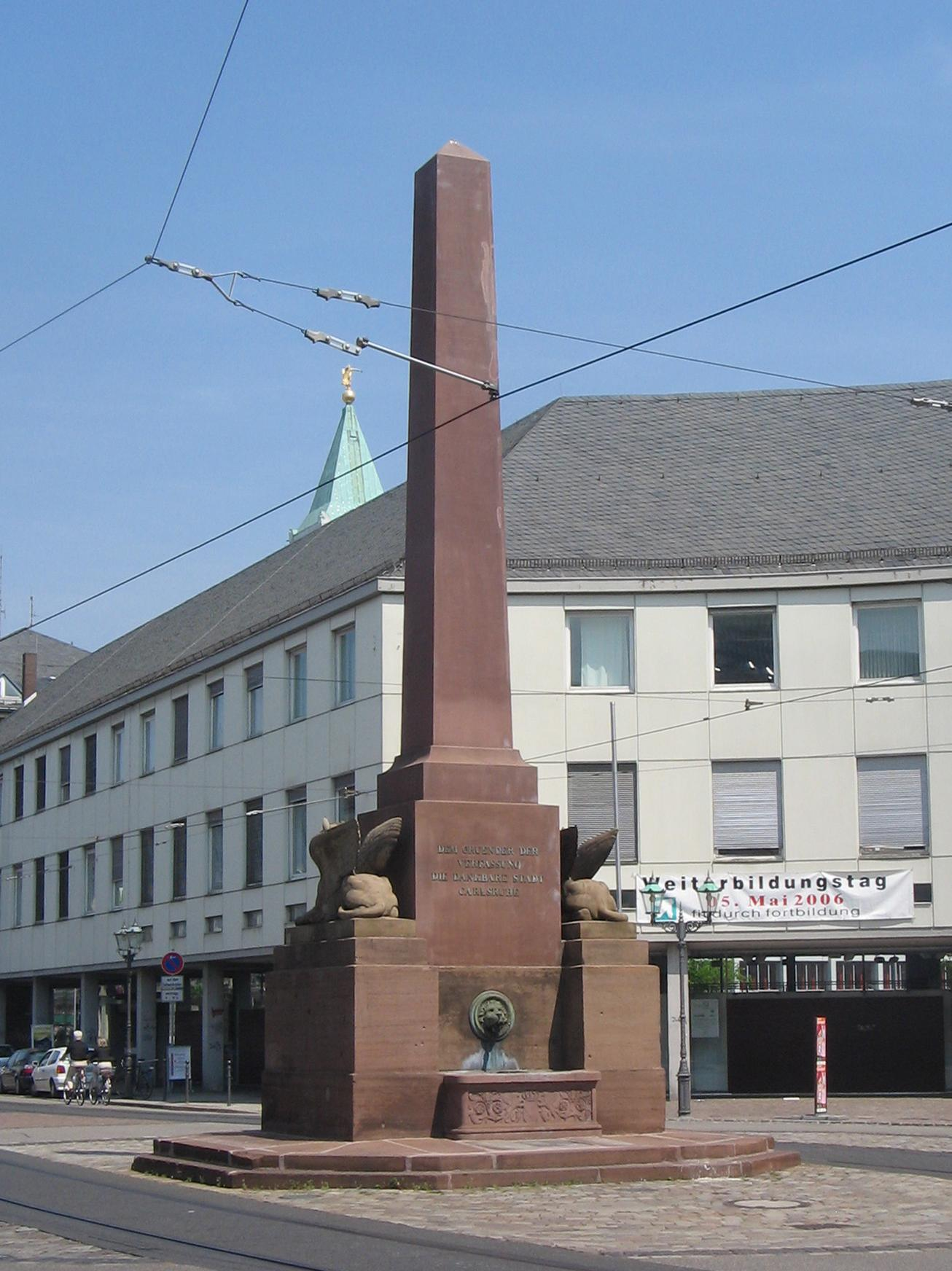
Monumento a la Constitución de Baden (y al Gran Duque por concederla) en la Rondellplatz, Karlsruhe, Alemania.

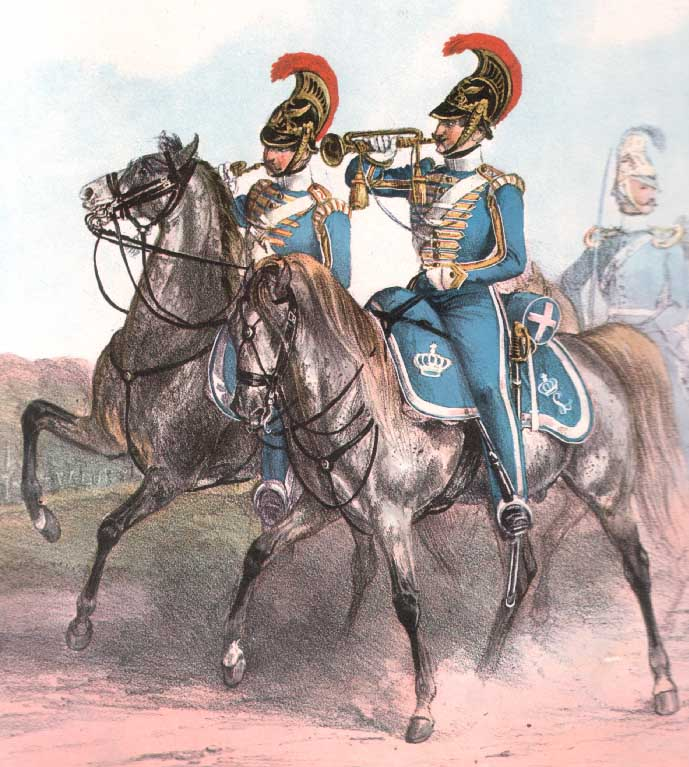
Trompeteros del 2.º Regimiento de Dragones de Baden en 1830.

En 1815 Baden pasó a ser miembro de la Confederación Germánica establecida por el Acta de 8 de junio, anexa al Acta Final del Congreso de Viena de 9 de junio. Sin embargo, con las prisas por ventilar el Congreso, la cuestión sobre la sucesión al gran ducado no quedó resuelta, un asunto que pronto sería agudo.
El tratado de 16 de abril de 1816, por el que las disputas territoriales entre Austria y Baviera fueron resueltas, garantizaba la sucesión del Palatinado badense en favor el rey Maximiliano I José de Baviera, en caso de la esperada extinción de la línea de Zähingen. Para contrarrestar esto, en 1817, el Gran Duque Carlos emitió una pragmática sanción (Hausgesetz) declarando a los condes de Höchberg, descendientes de un matrimonio morganático entre el gran duque Carlos Federico y Luise Geyer von Geyersberg (creada condesa de Höchberg), capaces de suceder a la corona. Siguió una controversia entre Baviera y Baden, que solo fue decidida en favor de las reclamaciones de los Höchberg por un tratado firmado por Baden y las cuatro grandes potencias en Fráncfort el 10 de julio de 1819.
Mientras, la disputa tuvo efectos de amplio alcance. Con el propósito de asegurar apoyo popular al heredero de Höchberg, en 1818 el Gran Duque Carlos concedió al gran ducado, bajo el Artículo XIII del Acta de la Confederación, una constitución liberal, bajo la cual se constituían dos cámaras cuyo asentimiento fue declarado necesario para legislación e impuestos. Las consecuencias eran importantes más allá de los estrechos límites del ducado, ya que toda Alemania observaba los experimentos constitucionales de los Estados meridionales.
En Baden, las condiciones no eran favorables para el éxito. Durante el periodo revolucionario, la población había caído completamente bajo la influencia de las ideas francesas, que quedó suficientemente ilustrado por el temperamento de las nuevas cámaras, que tendían a modelar su actividad según los procedimientos de la Convención Nacional (1792-1795) en los primeros días de la Revolución francesa. Adicionalmente, el nuevo Gran Duque Luis I (gobernando 1818-1830), quien había sucedido en 1818, era impopular, y la administración estaba en manos de intransigentes y ineficientes burócratas.
El resultado fue un punto muerto. Incluso antes de la promulgación de los Decretos de Carlsbad en octubre de 1819, el Gran Duque hubo prorrogado las cámaras después de tres meses de improductivo debate. La reacción que siguió fue tan drástica en Baden como en el resto de Alemania, y culminó en 1823 cuando, tras el rechazo de las cámaras de votar el presupuesto militar, el Gran Duque disolvió las cámaras y pasó a recaudar los impuestos bajo su propia autoridad. En enero de 1825, debido a la presión oficial, solo tres miembros liberales volvieron a la cámara. Se aprobó una ley por la cual el presupuesto solo sería presentado cada tres años, y la constitución cesó en tener cualquier existencia activa.
En 1830 el Gran Duque Luis fue sucedido por su hermanastro, el Gran Duque Leopoldo (gobernando 1830-1852), el primero de la línea Höchberg. La Revolución de Julio (1830) en Francia no causó perturbaciones en Baden, pero el nuevo Gran Duque mostró tendencias liberales desde el principio. Las elecciones de 1830 procedieron sin interferencias, y resultaron en el retorno de una mayoría liberal. Los siguientes años vieron la introducción, bajo sucesivos ministros, de reformas liberales, en las leyes civiles y criminales, y en la educación. En 1832, la adhesión de Baden al Zollverein (Unión Aduanera) prusiano hizo mucho por la prosperidad material del país.

### Revolución de Baden de 1849

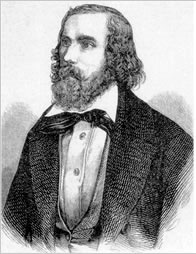
Friedrich Hecker (1811-1881).

Para 1847, el radicalismo volvió a resurgir de nuevo en Baden. El 12 de septiembre de 1847, una manifestación popular celebrada en Offenburg aprobó resoluciones pidiendo la conversión del ejército regular en una milicia nacional, que debería jurar lealtad a la constitución, así como un régimen progresivo de impuestos, y una regulación justa entre los intereses del capital y el trabajo.
Las noticias sobre la revolución de febrero de 1848 en París trajeron agitación. Se celebraron numerosas reuniones públicas y el programa de Offenburg fue adoptado. El 4 de marzo de 1848, bajo la influencia de la excitación popular, la cámara baja aceptó este programa casi unánimemente. Como en otros estados alemanes, el gobierno se inclinó ante la tormenta, proclamó una amnistía y prometió reformas. El ministerio fue remodelado en una dirección más liberal, y envió un nuevo delegado a la dieta federal de Fráncfort, facultado para votar el establecimiento de un parlamento para una Alemania unida.
Sin embargo, continuaron los desórdenes, fomentados por agitadores republicanos. Los esfuerzos del gobierno para suprimir a los agitadores con ayuda de tropas federales llevó a una insurrección armada, que fue sofocada sin mucha dificultad. El alzamiento, liderado por Friedrich Hecker y Franz Joseph Trefzger, fue derrotado en Kandern el 20 de abril de 1848. Freiburg, que había sostenido, cayó el 24 de abril y el 24 de abril una legión franco-germana, que había invadido Baden desde Estrasburgo, fue derrotada en Dossenbach.

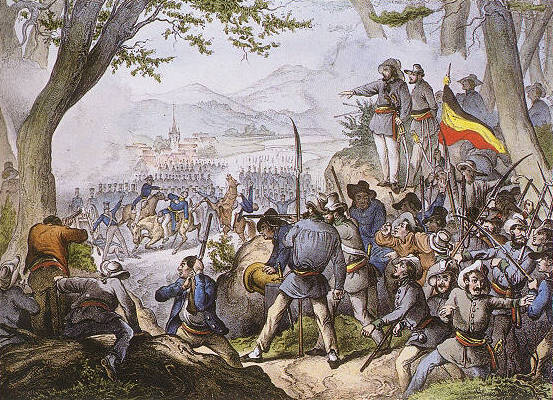
Litografía contemporánea de la batalla de Kendern de 20 de abril de 1848, desde la perspectiva revolucionaria, donde los partidarios de Hecker fueron derrotados.

A principios de 1849, no obstante, el asunto de una nueva constitución de acuerdo con las resoluciones del parlamento de Fráncfort, condujo a problemas más serios. Se hizo poco para satisfacer a los radicales, enojados por la negativa de la segunda cámara a aceptar su propuesta para la convocación de una Asamblea constituyente el 10 de febrero de 1849.
La nueva insurrección que estalló demostró ser más formidable que la primera. Un motín del ejército en Rastatt el 11 de mayo mostró que el ejército simpatizaba con la revolución, que fue proclamada dos días después en Offenburg en medio de tumultuosas escenas. También, un motín en Karlsruhe el 13 de mayo obligó al Gran Duque Leopoldo a huir, al que siguieron los ministros al día siguiente. Mientras, un comité de la dieta liderados por Lorenz Brentano (1813-1891), quien representaba los radicales más moderados contra los republicanos, se estableció en la capital en un intentó de dirigir los asuntos internos hasta el establecimiento de un gobierno provisional.

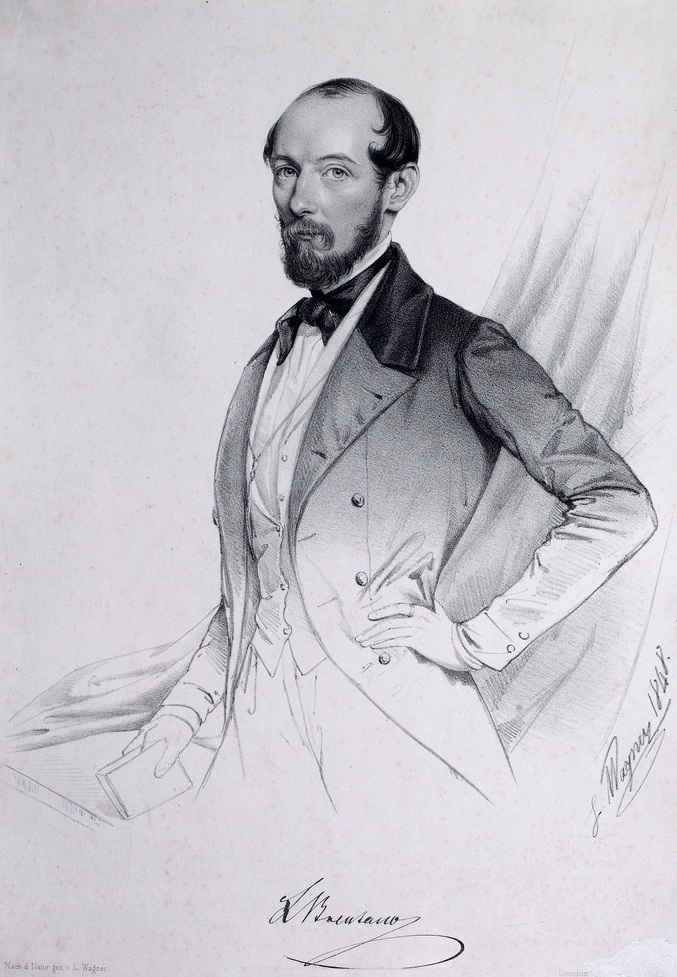
Lorenz Brentano (1813-1891).

Esto se cumplió el 1 de junio, y el 10 de junio, la dieta constituyente, que consistía enteramente de los políticos más "avanzados", se reunió. Tenía pocas opciones de realizar más que discursos. El país permanecía en manos de una multitud armada de civiles y soldados amotinados. Mientras, el Gran Duque de Baden se había unido con Baviera para pedir una intervención armada de Prusia, que Berlín bendecía con la condición de que Baden se uniera a la Liga de los Tres Reyes.
A partir de este momento, la revolución en Baden estuvo condenada, y con ella la revolución en toda Alemania. Los prusianos, a las órdenes del Príncipe Guillermo (después emperador Guillermo I de Alemania), invadieron Baden a mediados de junio de 1849. Por miedo a una escalada militar, Brentano reaccionó con vacilación —demasiado vacilantemente para el más radical Gustav Struve y sus seguidores, quienes lo derrocaron y pusieron a un polaco, Ludwig Mieroslawski (1814-1878), en su lugar—.
Mieroslawski redujo a los insurgentes a una apariencia de orden. El 20 de junio de 1849, se enfrentó con los prusianos en Waghausel, y sufrió una completa derrota. El 25 de junio, el Príncipe Guillermo entró en Karlsruhe y, a final del mes, los miembros del gobierno provisional, quienes se habían refugiado en Freiburg, se habían dispersado. Los líderes insurgentes capturados, notablemente exoficiales, sufrieron ejecuciones sumarísimas. El ejército fue dispersado entre las ciudades guarnecidas por los prusianos, y las tropas prusianas ocuparon Baden por un tiempo. Franz Trefzger logró escapar a Suiza.
El Gran Duque Leopoldo retornó el 10 de agosto y disolvió la dieta de una vez. Las siguientes elecciones resultaron en una mayoría favorable a los nuevos ministros, que aprobaron una serie de leyes de tendencia reaccionaria con vistas a fortalecer el gobierno.

### 1850-1866
El Gran Duque Leopoldo murió el 24 de abril de 1852 y fue sucedido por su segundo hijo varón, Federico, como regente, ya que el hijo mayor, Luis II (m. 22 de enero de 1858), era incapaz de gobernar. Los asuntos internos de Baden durante el periodo que siguió tuvieron poco interés general. Desde 1860 hasta 1866, la política de la "nueva era" tuvo lugar en Baden . En las políticas de Alemania, Baden entre 1850 y 1855 fue un consistente apoyo de Austria. En la guerra austro-prusiana de 1866, los contingentes austriacos, a las órdenes del Príncipe Guillermo, tuvieron dos encuentros comprometidos con el ejército prusiano del Meno. No obstante, el 24 de julio de 1866, dos días antes de la Batalla de Werbach, la segunda cámara pidió al Gran Duque finalizar la guerra y entrar en una alianza ofensiva y defensiva con Prusia.

### Hacia el Imperio alemán
El Gran Duque Federico I (gobernando 1856-1907) se opuso a la guerra con Prusia desde el principio, pero se entregó al resentimiento popular por la política de Prusia en el asunto de Schleswig-Holstein. Los ministros, a una, dimitieron. Baden anunció su retirada de la Confederación Germánica y, el 17 de agosto de 1866, firmó un tratado de paz y alianza con Prusia. El propio Bismarck se resistió a la adhesión de Baden a la Confederación Alemana del Norte. No deseaba dar a Napoleón III de Francia una buena excusa para una intervención, pero la oposición de Baden a la formación de una confederación alemana del Sur hizo la unión inevitable. Las tropas de Baden tomaron una parte conspicua en la guerra franco-prusiana de 1870, y fue el Gran Duque Federico de Baden, quien en la histórica asamblea de los príncipes alemanes en Versalles, fue el primero que saludó al rey de Prusia como emperador alemán.

## Kulturkampf

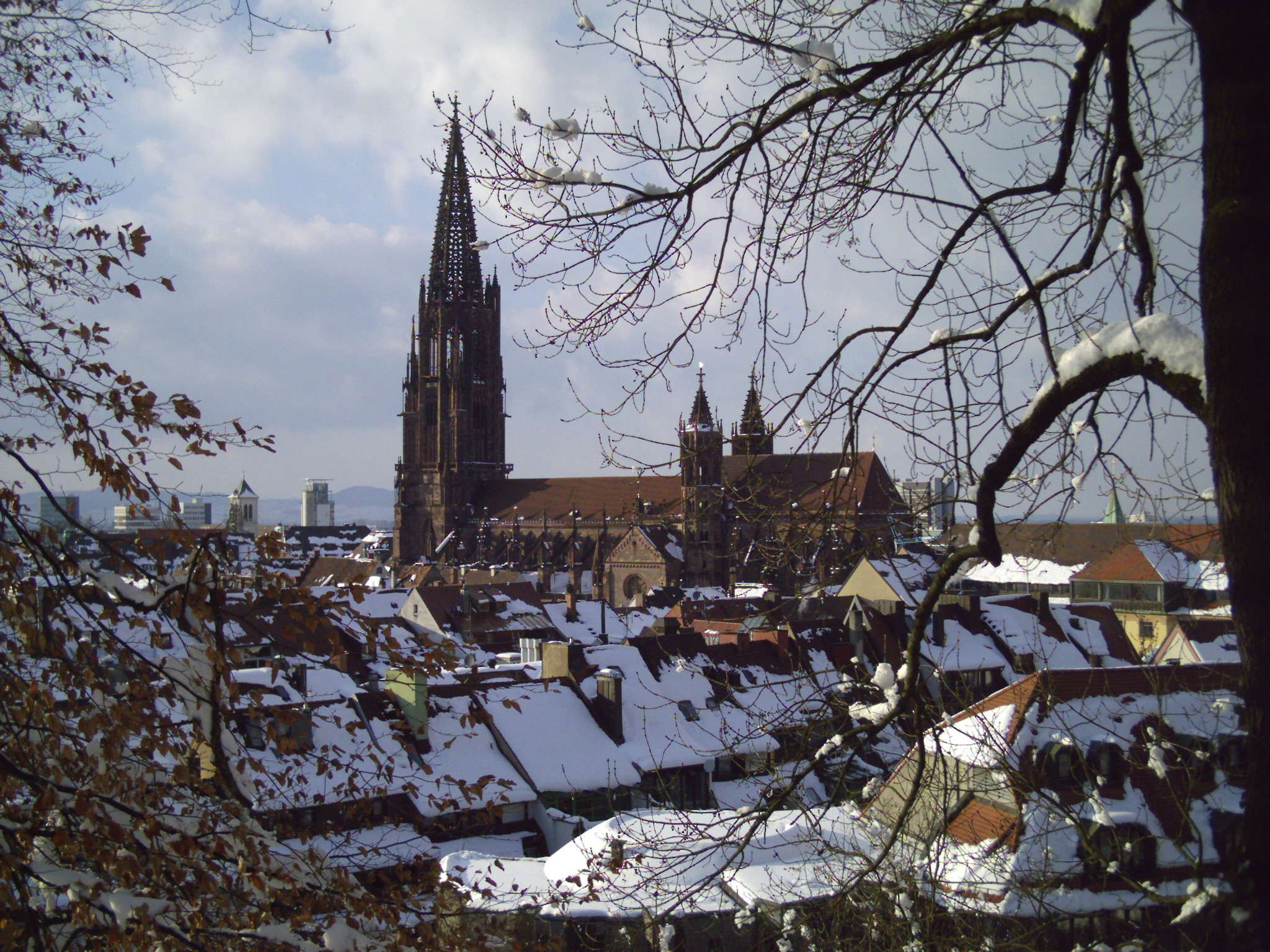
La Catedral de Friburgo (desde 1827) es la sede de los arzobispos de Friburgo.

La política interna de Baden, tanto antes como después de 1870, se centró en torno a la cuestión de la religión. La firma el 28 de junio de 1859 de un concordato con la Santa Sede, que situaba la educación bajo supervisión del clero y facilitaba la fundación de instituciones religiosas, condujo a una batalla constitucional. La lucha finalizó en 1863 con la victoria de los principios seculares, haciendo a las comunas responsables de la educación, aun admitiendo la participación de los sacerdotes en su administración. La lucha, no obstante, entre el secularismo y el catolicismo, no se dio por terminada. En 1867, se realizaron varios cambios constitucionales con el ascenso a la primatura de Julius von Jolly (1823-1891): responsabilidad social de los ministros, libertad de prensa, educación obligatoria. El 6 de septiembre de 1867, una ley obligaba a todos los candidatos al sacerdocio a pasar exámenes gubernamentales. El arzobispo de Friburgo se resistió y, a su muerte en abril de 1868, su diócesis quedó vacante.
En 1869, la introducción del matrimonio civil no alivió a la lucha, que alcanzó su cima con la proclamación del dogma de la infalibilidad papal en 1870. El Kulturkampf afectó en Baden, como en el resto de Alemania, y como en los otros lugares, el gobierno alentó la formación de comunidades de viejos católicos. No fue hasta 1880, después de la caída del ministerio de Jolly, que Baden se reconcilió con Roma. En 1882 el arzobispado de Friburgo fue de nuevo ocupado.

## Población

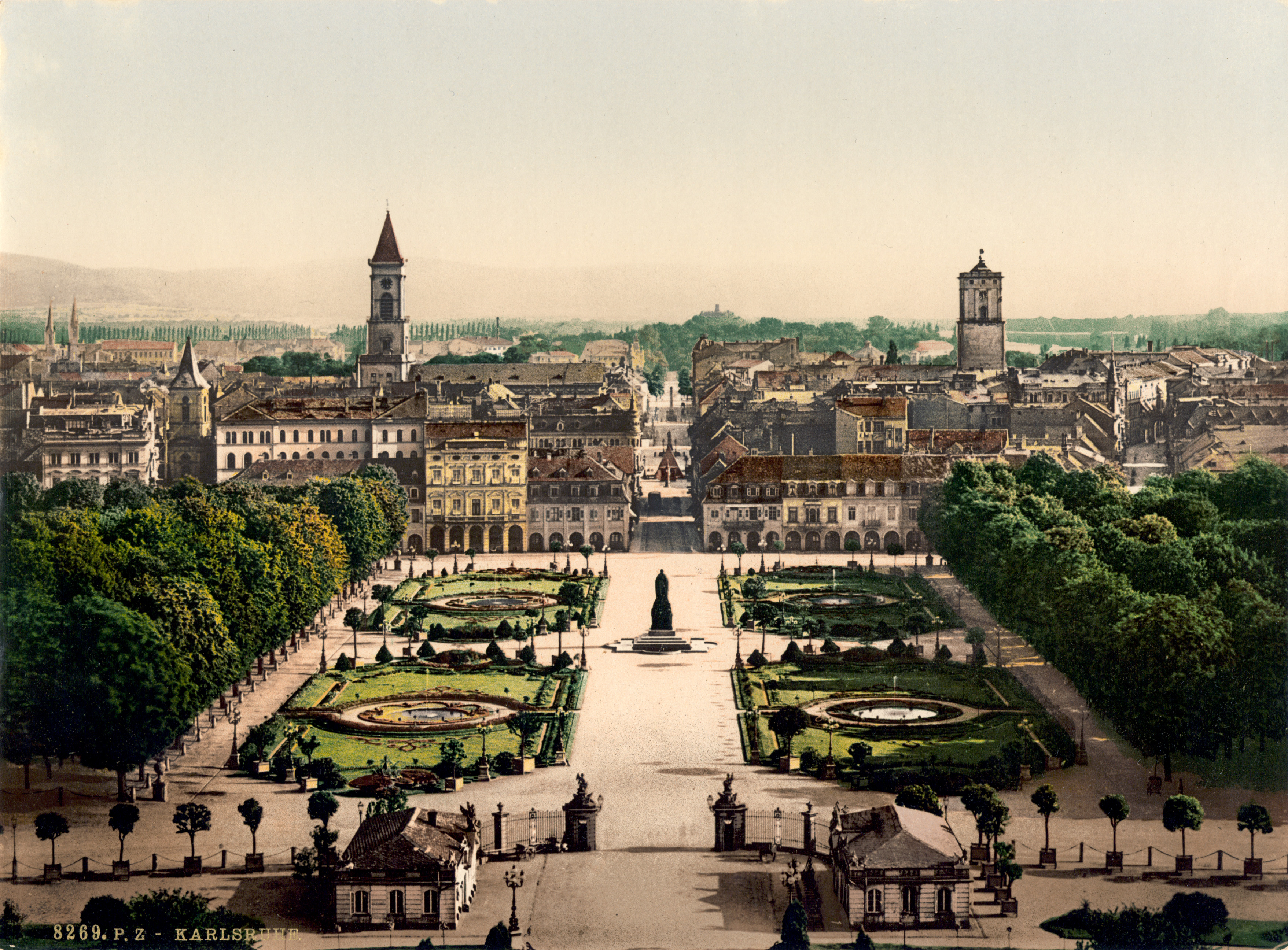
Karlsruhe en torno a 1900.

A principios del siglo XIX, Baden era un margraviato, con una superficie de unos 3400 km² y una población de unos 210 000 habitantes. Posteriormente, el gran ducado adquirió más territorio de tal modo que en 1905 tenía 15 082 km² y una población de 2 010 728. De ese número el 61 % eran católicos, 37 % protestantes, 1.5 % judíos, y el resto de otras religiones. En ese tiempo, aproximadamente la mitad de la población era rural, viviendo en comunidades de menos de 2000 habitantes; la densidad del resto era de unos 130 hab./km².
El país estaba dividido en los siguientes distritos:
- Distrito de Mannheim, con las ciudades de Mannheim, y Heidelberg
- Distrito de Karlsruhe, incluía Karlsruhe y Pforzheim
- Distrito de Freiburg im Breisgau, incluía Freiburg
- Distrito de Constanza, incluía Constanza

La capital del ducado era Karlsruhe, y otras ciudades importantes no mencionadas eran Rastatt, Baden-Baden, Bruchsal, Lahr y Offenburg. La población se situaba principalmente en el norte y en las cercanías de la ciudad suiza de Basilea. Los habitantes de Baden son de varios orígenes, los del sur de Murg son descendientes de los alamanes y los del norte de los francos, mientras la Meseta Suaba deriva su nombre de la adyacente tribu de los suabos, quienes viven en Wurtemberg.

## Economía

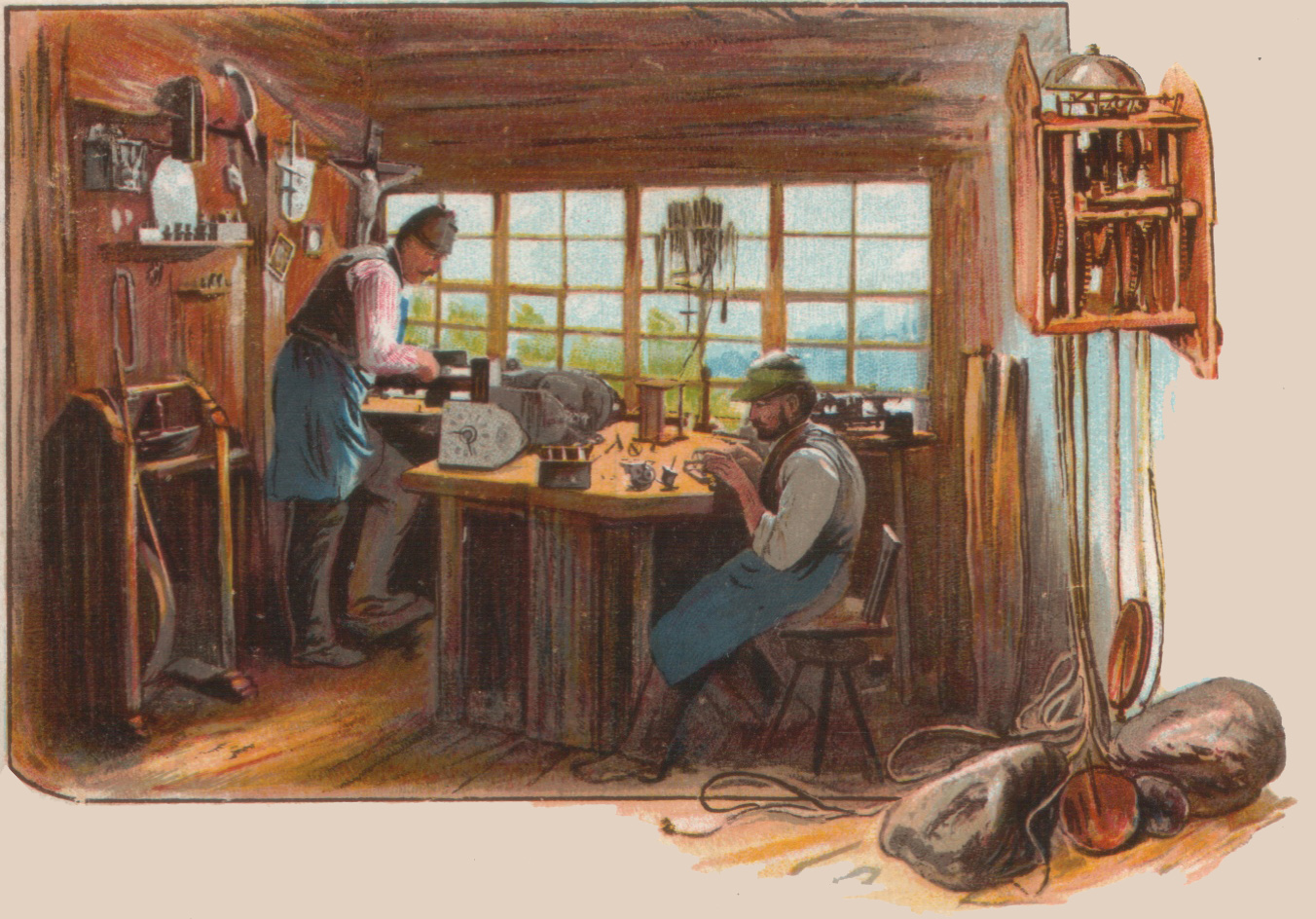
Taller de construcción de relojes en la Selva Negra, acuarela por L. Sigwarth.

En torno a 1910, el 56,8% de la tierra de la región era cultivada y el 38% ocupada por boques. Antes de 1870, el sector agrícola era el responsable del grueso de la riqueza de la región, pero esta fue superada por la producción industrial. Los principales productos producidos eran maquinaria, bienes de lana y algodón, cintas de seda, papel, tabaco, porcelana, cuero, vidrio, relojes, joyería y productos químicos. La remolacha azucarera también era manufacturada a gran escala, así como ornamentos de madera y juguetes, cajas de música y órganos.

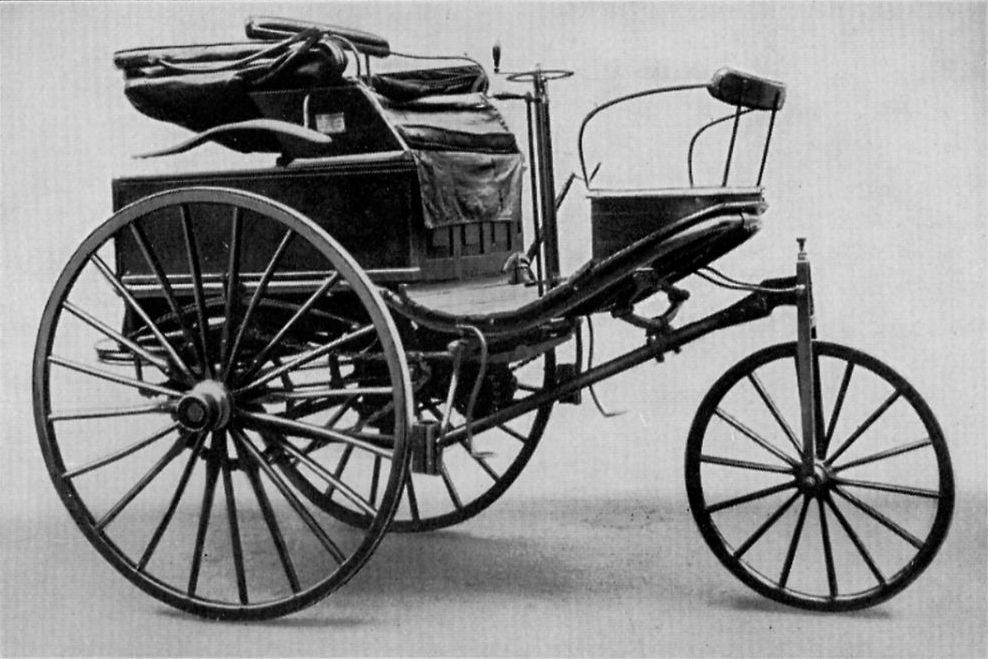
El vehículo a motor patentado por Benz Nr. 3, con el que Bertha Benz condujo en 1888 de Mannheim a Pforzheim.

Las exportaciones de Baden consistían mayormente de los bienes señalados, que eran considerables, pero la mayor parte del comercio era de tránsito. El país tenía muchas líneas férreas y carreteras, así como el Rin para el transporte fluvial. Los ferrocarriles eran gestionados por el estado por los Ferrocarriles del Estado del Gran Ducado de Baden (Großherzoglich Badische Staatseisenbahnen). Una línea férrea mayormente paralela al Rin, con ramales oblicuos de este a oeste.
Mannheim era el gran mercado central para las exportaciones a través del Rin y tenía un substancial tráfico fluvial. También era la primera ciudad manufacturera del ducado, y un importante centro administrativo para la parte septentrional del país.

## Gobierno
El Gran Ducado de Baden era una monarquía hereditaria con poder ejecutivo investido en el Gran Duque; la autoridad legislativa era compartida entre él y una asamblea representativa (Landtag) que constaba de dos cámaras.
La cámara alta incluía a todos los príncipes de la familia gobernante, los jefes de todas las familias nobles, el arzobispo de Friburgo, el presidente de la Iglesia Evangélica Protestante de Baden, un diputado de cada una de las universidades y las escuelas secundarias técnicas, ocho miembros elegidos por la nobleza territorial por cuatro años, tres representantes elegidos por la cámara de comercio, dos por el de la agricultura, uno por los comercios, dos alcaldes de municipios y ocho miembros (dos de ellos funcionarios legales) nominados por el Gran Duque.
La cámara baja estaba compuesta por 73 representantes populares, de los cuales 24 fueron elegidos por los burgueses de ciertas comunidades y 49 por las comunidades rurales. Cada ciudadano de 25 años de edad, que no había sido condenado y no era un indigente, tenía un voto. Las elecciones eran, sin embargo, indirectas. Los ciudadanos elegían al Wahlmänner (diputados electores), este último elegía a los representantes. Las cámaras se reunían al menos cada dos años. Las cámaras inferiores fueron elegidas por cuatro años, la mitad de los miembros se retiraban cada dos años.
El ejecutivo consistía en cuatro departamentos: interior, exterior y asuntos granducales; finanzas; justicia; y asuntos eclesiásticos y educativos.
Las cortes de justicia se encontraban en Karlsruhe, Friburgo, Offenburg, Heidelberg, Mosbach, Waldshut, Konstanz y Mannheim, desde los cuales las apelaciones pasaron al Reichsgericht (el tribunal supremo) en Leipzig.

### Grandes Duques
| Imagen | Nombre            | Reinado   | Notas |
| ------ | ----------------- | --------- | --- |
|        | Carlos Federico I | 1806-1811 | Fue el primer gran duque de Baden que reunificó los territorios históricos de Baden bajo una única entidad soberana. |
|        | Carlos II         | 1811-1818 | Nieto del anterior, el Congreso de Viena de 1815 le confirmó al Gran Ducado de Baden todas sus posesiones conquistadas durante el gobierno de Napoleón, y en 1818 Carlos le concede a su pueblo una Constitución liberal. |
|        | Luis I            | 1818-1830 | Tío del anterior. Sucedió a su sobrino Carlos II de Baden al haber muerto sin herederos. En 1825 fundó en Karlsruhe una importante escuela politécnica: la Hochschule Karlsruhe, que es la más antigua de toda Alemania. |
|        | Leopoldo I        | 1830-1852 | Medio hermano del anterior. Interesado en las ideas liberales de su tiempo, concedió concesiones a sus súbditos en 1848, y en la primavera de 1849 se negó a oponerse a la revolución, que finalmente rompió todas las barreras y lo obligó a huir del país en la noche del 13 de mayo. En agosto, fue restaurado por las tropas de Prusia y la Confederación Germánica. |
|        | Luis II           | 1852-1856 | Hijo del anterior. Se convierte en ciudadano honorífico de Karlsruhe, pero no se recuerdan otros hechos relevantes de su corto reinado, debido a que su enfermedad le impedía la conducción del gobierno. |
|        | Federico I        | 1856-1907 | Hermano del anterior. Federico I fue considerado por sus contemporáneos como un defensor de la monarquía constitucional. En 1871 estuvo presente en la ceremonia de firma de la proclamación del Imperio alemán que se realizó en Versalles. |
|        | Federico II       | 1907-1918 | Hijo del anterior. Durante la Primera Guerra Mundial, Baden formaba parte de la coalición del Imperio alemán y por lo tanto, tras la derrota alemana, Federico fue obligado a abdicar el 22 de noviembre de 1918, con el resto de los Reyes, Príncipes y Grandes Duques que formaban parte de Alemania.                                                                  |

## Ejército

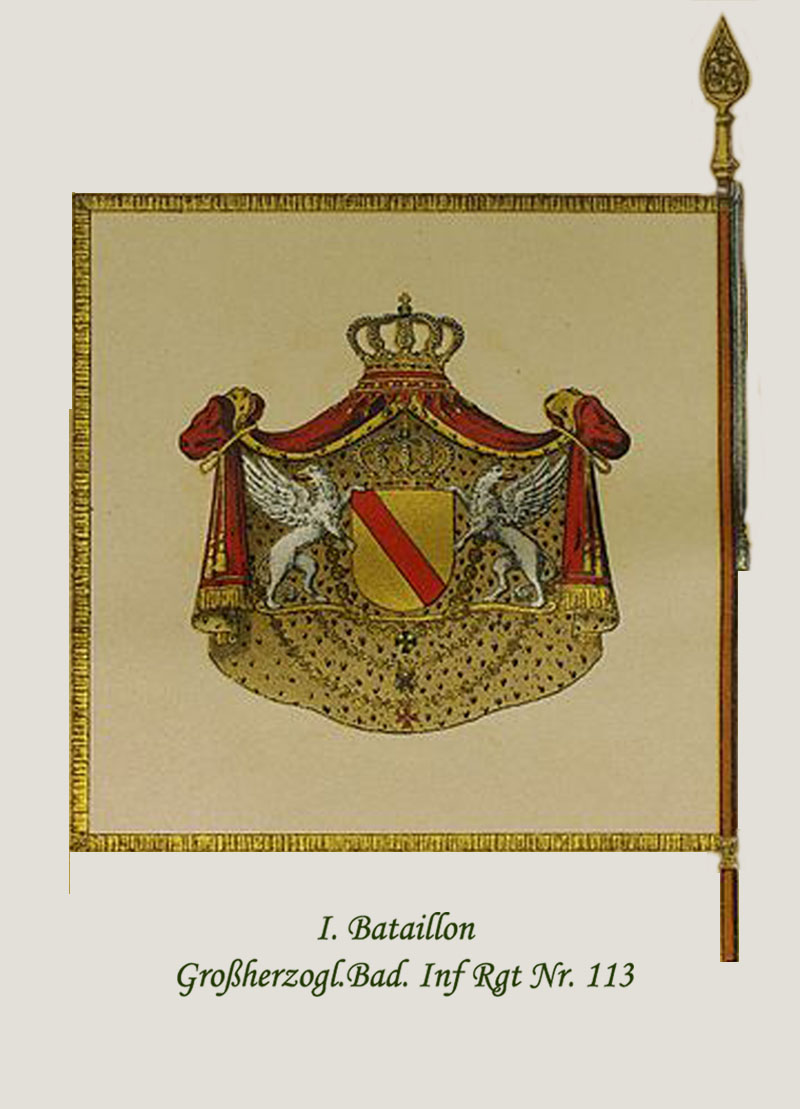
Estandarte de batallón de infantería de Baden.

El ejército de Baden se formó mediante la reunión en 1771 de dos principados del Sacro Imperio Gérmanico, el margraviato de Baden-Durlach y el margraviato de Baden-Baden, separados desde 1535. Participó en las guerras revolucionarias francesas y las guerras napoleónicas En 1806, durante la disolución del sacro imperio, el principado se convirtió en el Gran Ducado de Baden, miembro de la Confederación del Rin y después, de 1815, en miembro de la Confederación Germánica. El ejército de Baden participó en la guerra austro-prusiana de 1866 y posteriormente en la guerra franco-prusiana de 1870-1871 después de la cual fue integrado en el ejército imperial alemán. Los regimientos de Baden conservaron su nombre tradicional hasta la Primera Guerra Mundial.